# Standarte

Standarte des Bundespräsidenten der Bundesrepublik Deutschland

Standarte des amtierenden Königs der Belgier

Standarte des monegassischen Fürsten Albert II.

Als Standarte (aus altfranzösisch estandart, altfränkisch standort „Aufstellungsort“) wird in Vexillologie (Fahnenkunde) und Heraldik (Wappenkunde) eine spezielle Form der Flagge bezeichnet.

## Verwendung
Offizielle Standarten sind Hoheitszeichen eines Staatsoberhaupts, eines Regierungschefs, der Spitzen anderer Staatsorgane oder der Streitkräfte und diplomatischen Vertreter eines Staates. Sie zeigen der Öffentlichkeit an, wo sich diese Person befindet und dürfen somit nicht von jedermann genutzt werden.
Historisch im Schützenbrauchtum verhaftet, führen heute auch Vereine aus gänzlich anderen Tätigkeitsbereichen eigene Standarten. Sie werden bei Volksfesten oder gesellschaftlichen Anlässen präsentiert.

### Autostander
Ein bekanntes Beispiel sind Autostander an Staatskarossen, die hohe Repräsentanten eines Staates einschließlich des diplomatischen Korps bei entsprechenden Anlässen führen. Die Stander werden zu diesem Zweck an zwei Standartenhaltern an den Kotflügeln befestigt.
Bei Staatsbegräbnissen des Bundes (z. B. Bundespräsident) werden in Deutschland Bundes-Trauerstandarten gesetzt (silberner Bundesadler auf schwarzem Grund mit dunkelblauer Umrandung, 30 × 30 cm).

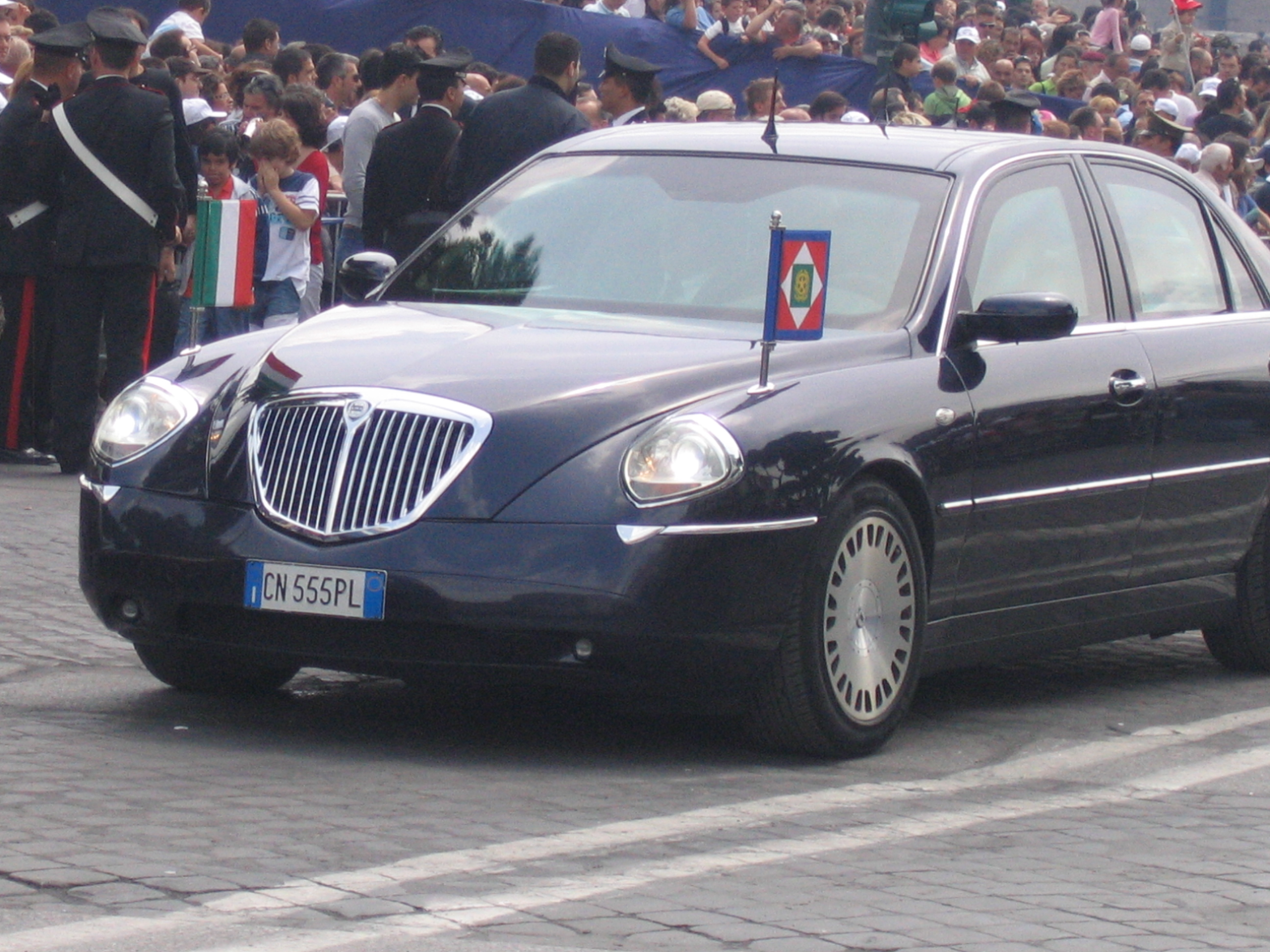
Standarten am Wagen des Italienischen Staatspräsidenten
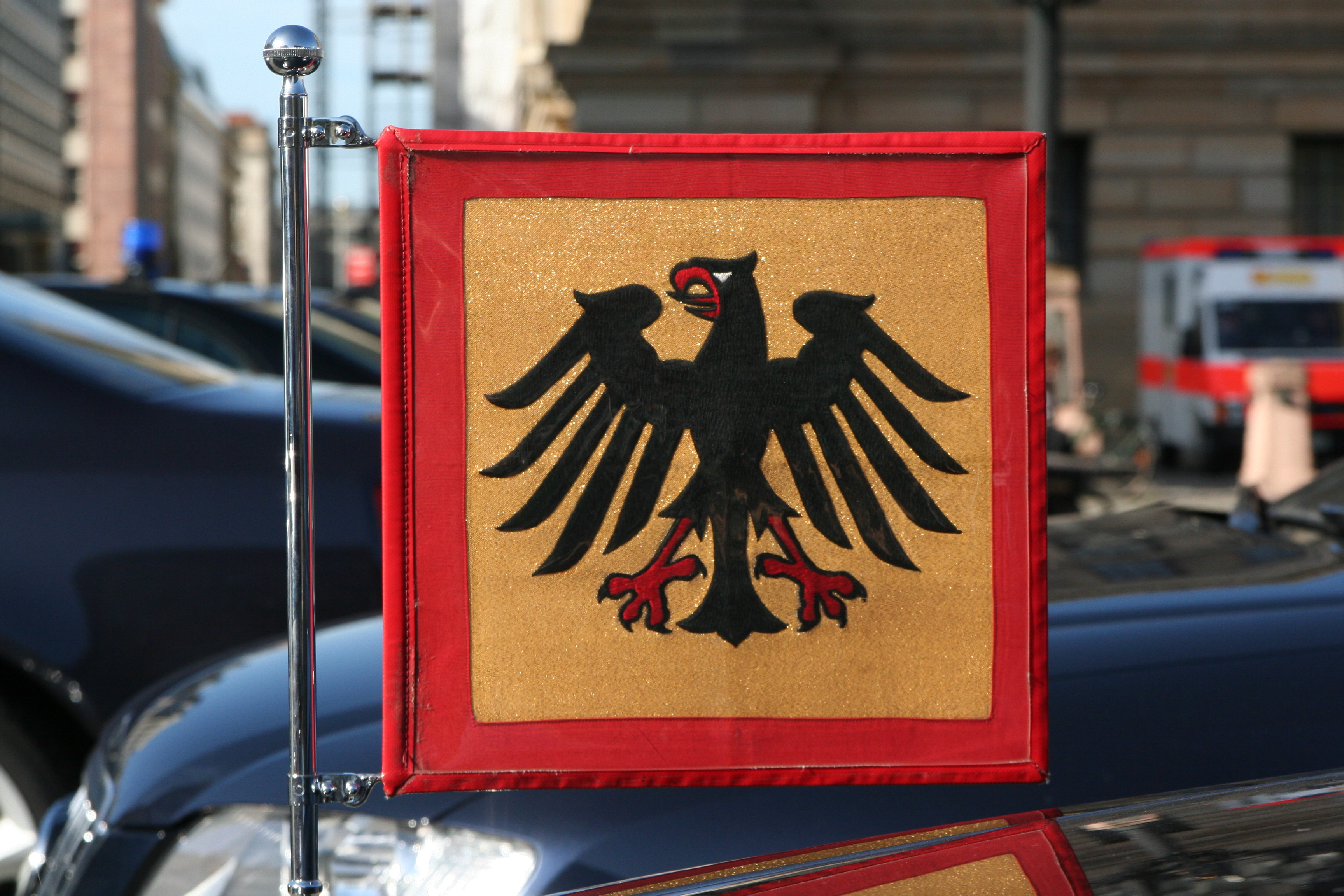
Standarte am Fahrzeug des deutschen Bundespräsidenten
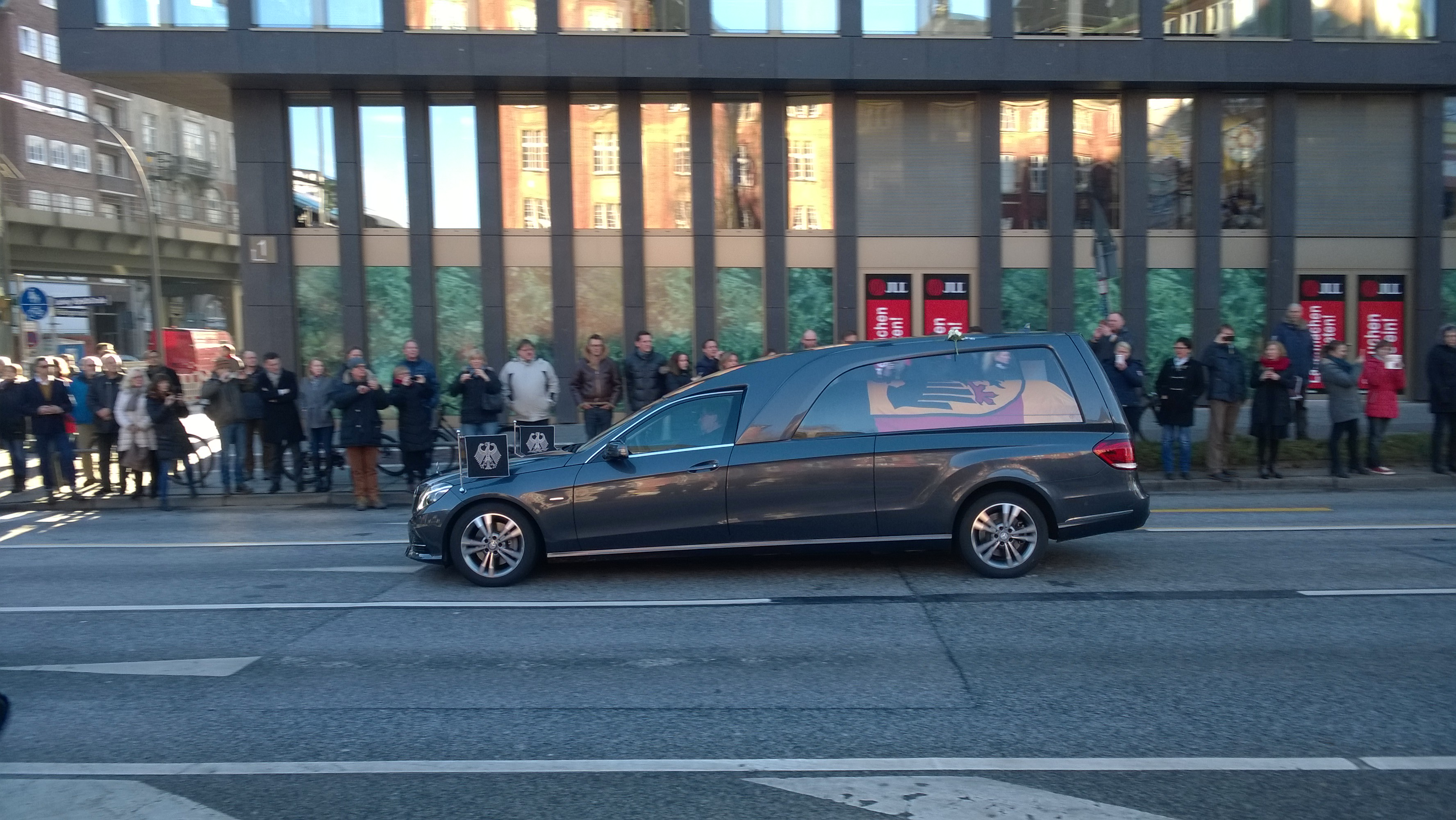
Trauerstandarte am Leichenwagen beim Staatsbegräbnis von Helmut Schmidt
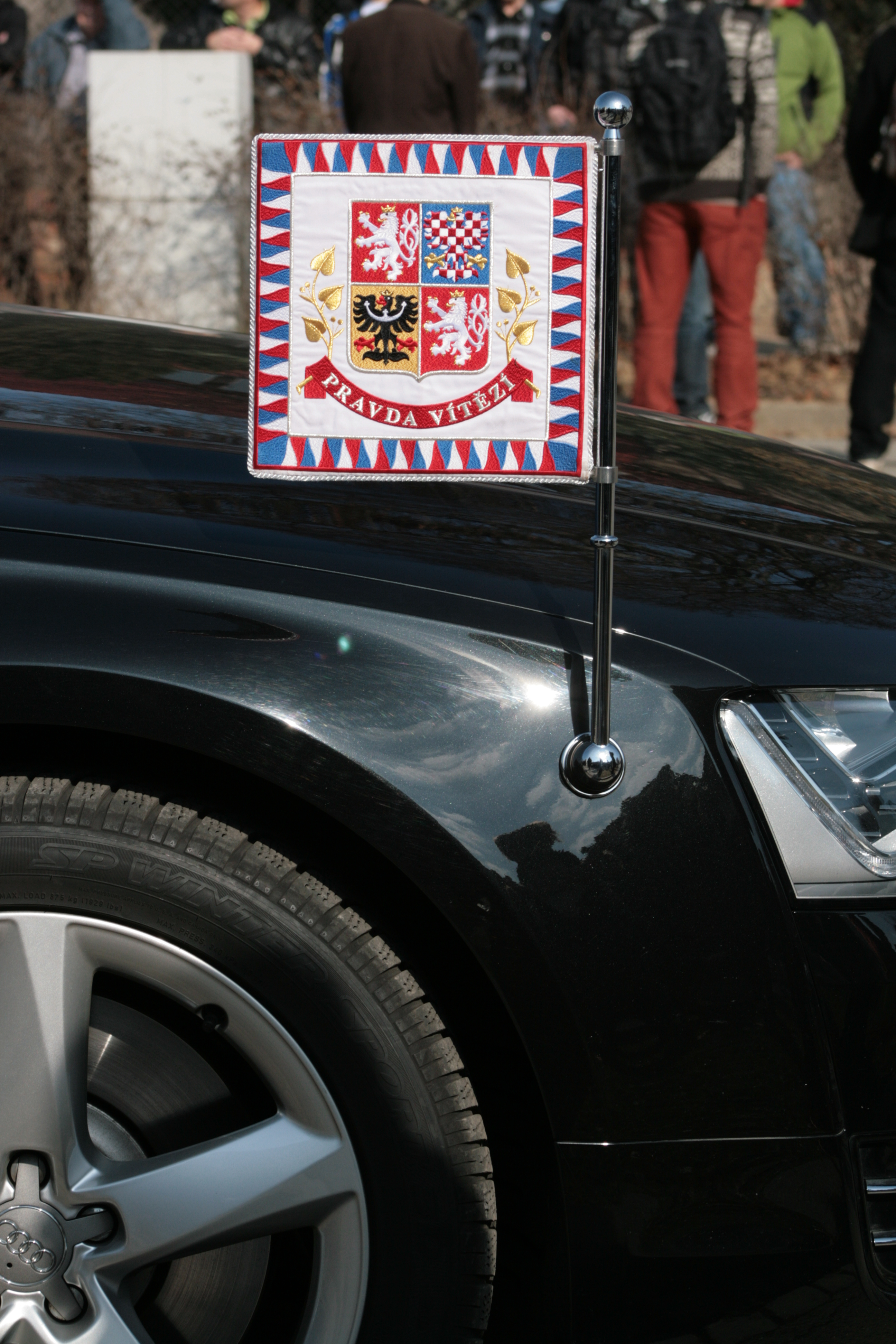
Standarte des tschechischen Präsidenten

## Geschichte

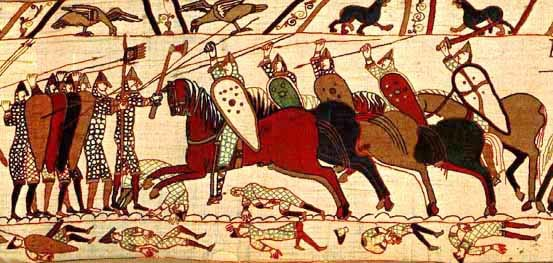
Teppich von Bayeux, späteres 12. Jh., Ausschnitt: Standarte der Fußtruppen

Die Standarte war ursprünglich in der Antike ein an einer Stange gehisstes Feldzeichen, meist ein plastisches Bild, das den Sammlungsort eines Truppenteils in der Schlacht markierte und so zum Insigne dieses Truppenteils wurde. Aus den ursprünglichen Signa, meist Tierbildern, ging die Aquila, der Adler, als Standarte auf die Legionen über, während für die Manipel der Manipulus, für die Reiterei das Vexillum als Fahne üblich wurden. Von letzterem leitet sich das (heutige) Banner ab.

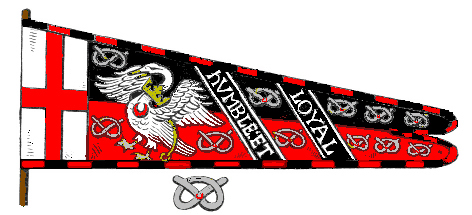
Standarte von Sir Henry de Stafford, um 1475

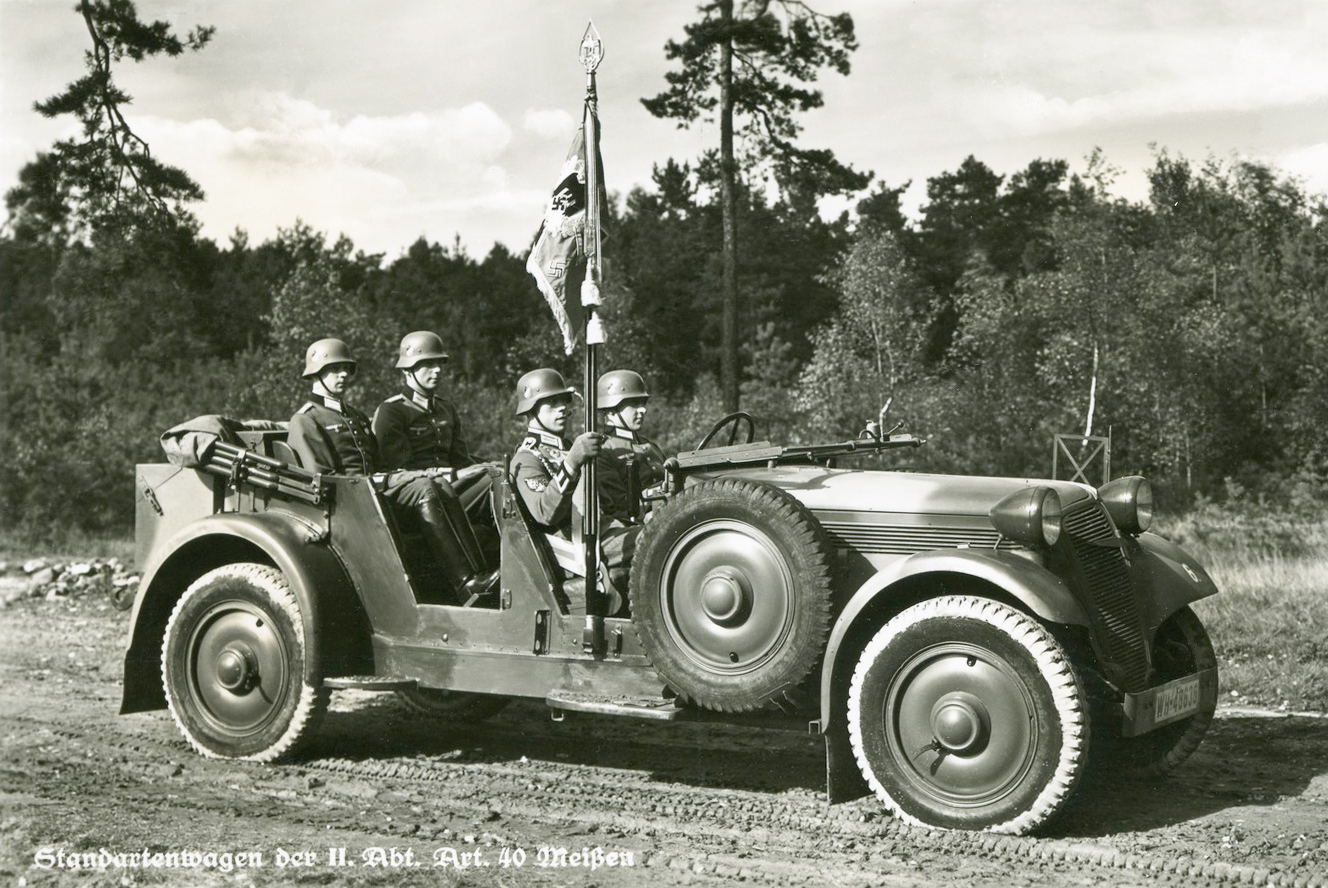
Standartenwagen der II. Abteilung Artillerie-Regiment Nr. 40 (1937)

Im Heiligen Römischen Reich bezeichnete man dann insbesondere das königliche Reichsbanner als Reichsstandarte, seit etwa 1800 gilt der Name allgemein für die persönliche Flagge eines Regenten oder anderer Mitglieder eines Herrscherhauses.
Im frühen Mittelalter der schweren Ritterheere stand dieses Feldzeichen fest auf einen Wagen montiert. Im Spätmittelalter, als auch schnellere Kavallerie aufkam, war es eine langgestreckte, ein- oder zweizipfelige Reiterfahne, dann ein quadratisches Banner mit Schwenkel (Wimpel), seit dem 17. Jahrhundert eine meist quadratische, später auch dreieckige Fahne berittener Truppen aller Art. Anfang des 20. Jahrhunderts ging sie dann auf die Nachfolger der Kavallerie, die mobilen motorisierten Truppen über.